# Kate Millett
Katherine Murray Millett (14. září 1934 Saint Paul – 6. září 2017 Paříž) byla americká feministická spisovatelka, pedagožka, umělkyně a aktivistka. Absolvovala Oxfordskou univerzitu. Je jí připisován klíčový vliv na druhou vlnu feminismu a proslavila se především svou knihou Sexual Politics (1970), která vycházela z její dizertační práce na Kolumbijské univerzitě.
Millettové knihy vycházejí především z jejího aktivismu, především za ženská práva a reformu v péči o duševní zdraví. Dále napsala několik autobiografických memoárů, ve kterých se zabávala svojí sexualitou, duševním zdravím a vztahy. V šedesátých a sedmdesátých letech dvacátého století přednášela na Univerzitě Waseda, Bryn Mawr College, Barnard College a Kalifornské univerzitě v Berkeley. Mezi její později napsaná díla patří The Politics of Cruelty (1994) o státem povoleném mučení v mnoha zemích nebo Mother Millett (2001) o vztahu se svojí matkou. Mezi lety 2011 a 2013 získala ocenění Lambda Literary Award a Courage Award for the Arts a byla uvedena do síně slávy National Women's Hall of Fame.